# 岡田泰典
岡田 泰典（おかだ やすのり、1962年4月15日 - ）は、元アナウンサー。元TBSアナウンススクール校長。TBSテレビ元人事労政局員。
大阪府大阪市出身。大阪府立住吉高等学校、筑波大学芸術専門学群視覚伝達デザイン専攻卒業。

## 来歴・人物
子供の頃はやんちゃな性格で物作りが好きで細かい細工に興味を持ち、夢は宮大工だった。何かを発表することも好きで文化祭で張り切るタイプだった。
大学生時代、筑波の国際科学技術博覧会（科学万博）会場でTBS現地コーディネーターのアルバイトをしており、このこともあってTBSを受験。毎日が文化祭のようで楽しく思えて物作りが好きだったことから番組セットを制作する一般職希望だったが、TBS内の廊下で当時のアナウンス部長に会った時にアナウンサーになることを勧められ、アナウンサー希望に転向。1986年4月にTBSにアナウンサー22期生として入社（岡崎潤司・武方直己・戸崎貴広は同期）。TBSに入社以来、主に報道・情報番組を担当してきた。
ここ数年は『はなまるマーケット』など朝の情報番組内で、報道局からニュースを伝えていた。またアナウンサー業務以外にTBSアナウンススクールの主任講師としても活動しており、2014年6月1日からは吉川美代子より校長職を引き継いだ。2022年4月に定年退職。
DIYアドバイザー資格を持っており、「はなまるマーケット」でもDIY絡みの特集があるときは、講師・アドバイザー役として出演したこともある。
妻は『電撃戦隊チェンジマン』のチェンジマーメイド／渚さやか役で知られる、元女優の西本ひろ子。レギュラー出演していた『朝のホットライン』を通じて知り合った。

## 過去の出演番組
- 朝のホットライン（1988年3月28日 - 1990年3月30日）お天気お兄さん[7][8] - 相沢早苗の後任として天気コーナー「岡やんの天気予報」担当。俳句を披露していた。
- ドーナツ6 （1987年10月5日 - 1989年3月31日。1988年3月28日からは朝のホットライン天気予報と兼務）レギュラー司会[8]
- ビッグモーニング（1990年10月1日）[8][9]
- 傑作!できたてTV（1990年）[8]
- 昼まで待てない（1991年）[8]
- 3時にあいましょう（1992年4月 - 10月）司会[8] - 蓮舫とのコンビ。
- スーパーワイド（1992年10月 - 1994年9月）司会[7] - 「3時にあいましょう」より引き続き蓮舫・亀和田武とのコンビで司会。1993年3月下旬、蓮舫から宮崎総子へ交代。1994年10月3日からは後輩の宮澤祐介に交代。
- あなたにオンタイム（1994年10月 - 1996年5月）[8]
- おはようクジラ[7][8]
- JNNニュース1130[8]
- 情報!もぎたてサラダ（ニュース担当）1998年夏長峰由紀のリリーフ
- エクスプレス（ニュース担当）
- ジャスト（ニュース担当）
- ベストタイム（ニュース担当）
- おはよう!グッデイ（ニュース担当）
- お父さんのためのショウビズ講座（司会）
- はなまるマーケット（1997年10月から終了までニュース担当&2007年冬クールのみ月曜「ベッキー'sガーデン」）
- 大沢悠里のゆうゆうワイド（『100年前の3面記事』ナレーション担当）